# 陶山哲夫
陶山 哲夫（すやま てつお、1943年 - ）は、日本の整形外科医。

## 経歴
- 1969年 - 北海道大学 医学部 医学科 卒業
- 1970年 - 千葉大学 麻酔科 助手
- 1972年 - 東京大学 整形外科 入局
- 1976年 - 筑波大学 整形外科 講師
- 1986年 - 国立身体障害者リハビリテーションセンター 整形外科 医長
- 1999年 - 埼玉医科大学 総合医療センター リハビリテーション科 教授
- 2009年 - 国際医療福祉大学 大学院 リハビリテーション学 分野長 教授
- 2011年 - 社会福祉法人黎明会 南台病院 院長
- 2014年 - 学校法人敬心学園 日本リハビリテーション専門学校 学校長[1]
- 2016年 - 学校法人敬心学園 日本福祉教育専門学校 学校長[2]
- 2017年 - 学校法人敬心学園 大学開設準備委員会 委員長[3]
- 2020年 - 学校法人敬心学園 東京保健医療専門職大学 学長（教授）[4]
- 2024年3月 - 学校法人敬心学園 退職 同校 学長（教授）退任

## 人物
- リハビリテーション医学会 専門医 （専門・指導医：骨関節と切断・肢体不自由リハ）[3]と整形外科医学会 専門医（専門：脊髄・末梢神経）として知られている。

## 受賞
- 1999年 - 東京大学整形外科 奨学会賞
- 2011年 - 日本整形外科学会 功労賞
- 2017年 - 秩父宮記念スポーツ医・科学賞 功労賞[5]

## 社会的活動
- アジアパラリンピック委員会 理事 医科学委員長[6]
- 公益財団法人日本障がい者スポーツ協会 理事 医学委員長[7]
- ジャパンパラリンピック 医学委員長
- 公益財団法人日本アンチ・ドーピング機構（JADA） 評議員[8]

## 学会
- 日本障害者スポーツ学会 理事長[9]
- 日本リハビリテーションネットワーク研究会 理事長[10]
- 日本義肢装具学会 名誉会員
- 日本運動器リハビリテーション学会 評議員
- 日本脊髄障害医学会 名誉会員
- 日本臨床スポーツ医学会 名誉会員